# پزشکی قانونی

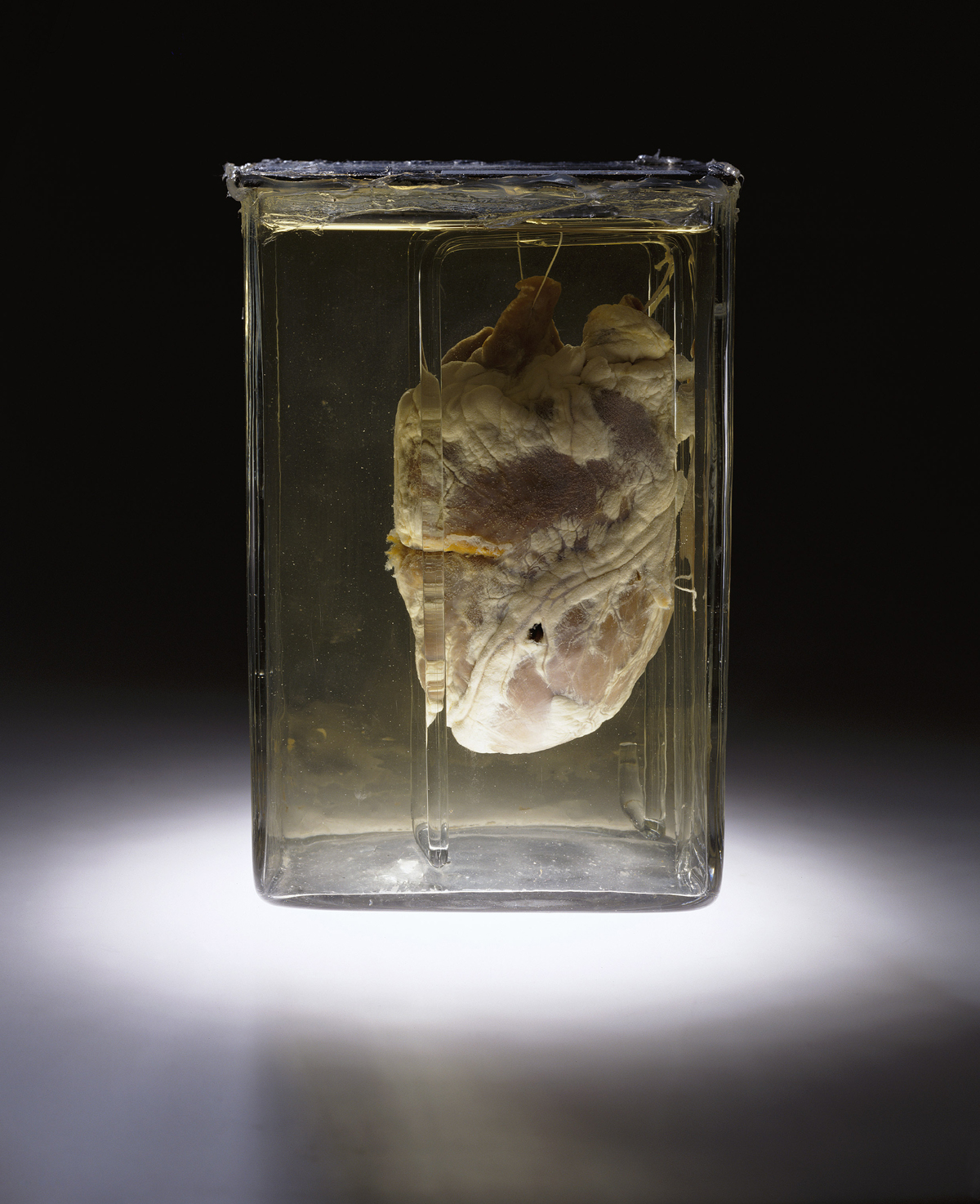
قلب یک فرد قربانی قتل.

پزشکی قانونی یا دادپزشکی یا پزشکی قضائی مرجعی صاحب صلاحیت برای اظهار نظر پزشکی حقوقی در دادگاه‌ها است. سازمان پزشکی قانونی وابسته به قوه قضائیه است که به منظور کارشناسی در امور پزشکی که نظریات آن برای مراجع قضائی و سایر سازمان‌های دولتی مستند باشد و بررسی و تحقیق در امور پزشکی قانونی در پیشگیری از وقوع جرم تشکیل شده‌است. رئیس این سازمان از سوی رئیس قوه قضائیه از میان پزشکان واجد صلاحیت تعیین می‌شود. سازمان هزینه‌های مقرر خدمات پزشکی قانونی را اخذ و به حساب درآمد عمومی کشور واریز می‌نماید.
در ایران اصطلاح پزشکی قانونی دو موضوع را تداعی می‌کند:
1. سازمان پزشکی قانونی به شرح فوق
2. متخصصین پزشکی قانونی: که این افراد پزشکان متخصص با حیطه کاری فراتر از نام سازمان پزشکی قانونی و طبق مجوزهای وزارت بهداشت درمان و آموزش پزشکی درگیر و توانمند در حیطه‌های تخصصی پزشکی شامل پزشکی قانونی، مسمومیت‌های بالینی و اخلاق پزشکی می‌باشند. متخصصین پزشکی قانونی شاغل در گروه‌های پزشکی قانونی و گروه‌های مسمومیت دانشگاه‌های علوم پزشکی زیر نظر قوه مجریه؛ شاغل در مراکز خصوصی و خیریه پزشکی؛ شاغل در سازمان پزشکی قانونی زیر نظر قوه قضاییه می‌باشند.

## وظیفه سازمان پزشکی قانونی
وظیفه‌های اصلی سازمان پزشک قانونی عبارتند از:
- انجام امور پزشکی و کارشناسی‌های بالینی
- انجام امور تشخیصی و آزمایشگاهی
- پاسخ به درخواست تأیید مراکز و نهادهای دولتی نیازمند نظرات کارشناسی پزشکی قانونی
- فعالیت آموزشی از جمله آموزش دستیاران تخصصی، دانشجویان پزشکی، مامایی، حقوق و نیروی انتظامی
- فعالیت‌های علمی پژوهشی[۲]

ساعت کار پزشکی قانونی همه روزه به جز جمعه‌ها از ساعت ۸ صبح الی ۱۴:۳۰ مطابق با ساعات اداری می‌باشد
/وظایف متخصصین پزشکی قانونی در سایت وزارت بهداشت ایران موجود می‌باشد.

## کارشناسی‌ها
یک دادپزشک (متخصص پزشکی قانونی یا در شرایط فعلی به دلیل کمبود نیرو سایر پزشکان آشنا به مسایل قانونی نیز به صورت دوره‌ای در این حیطه فعالیت می‌کنند) باید با جزئیات موارد زیر به صورت تخصصی آشنا باشد:
کلیات پزشک و قانون، مرگ‌شناسی، مرگ‌های ناگهانی طبیعی در بالغین و کودکان، شکنجه و مرگ در زندان، تشخیص هویت، تروماتولوژی (ضرب و جرح)، سلاح گرم و انفجارات، خفگی‌ها، غرق‌شدگی‌ها، تروماهای حرارتی (سوختگی، سرمازدگی، گرمازدگی)، برق‌گرفتگی و صاعقه‌زدگی، حاملگی و سقط جنین، نوزادکشی، کودک‌آزاری، مسائل جنسی در پزشکی قانونی، کلیات سم‌شناسی، الکل‌ها، داروهای مخدر و توهم‌زا، آفت‌کش‌ها، سموم گازی و سموم دارویی.

## سازمان پزشکی قانونی در ایران

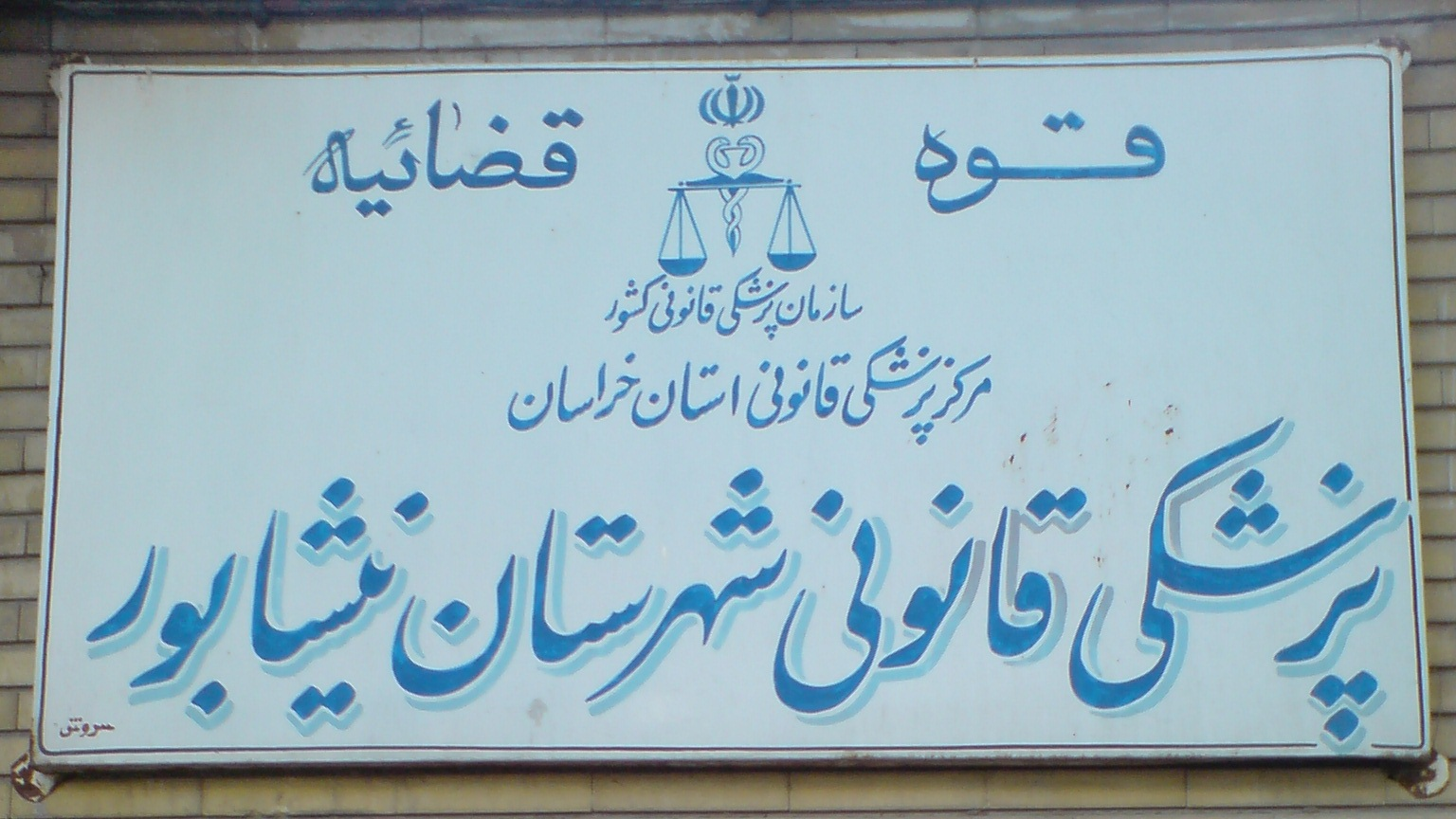

سازمان پزشکی قانونی به شکل نوین آن در ایران از حدود نه دهه پیش به صورت اداره‌ای وابسته به وزارت دادگستری فعالیت خود را آغاز کرد. با توسعه روش‌های کشف جرم و افزایش نیاز مجامع قضایی به خدمات پزشکی قانونی به اداره کل تبدیل شد و در سال ۱۳۷۲ طبق درخواست متخصصین پزشکی قانونی با تصویب مجلس شورای اسلامی، سازمان پزشکی قانونی کشور به عنوان سازمانی وابسته و زیر نظر رئیس قوه قضائیه تأسیس شد.